# Gastrektomia
Gastrektomia (łac. gastrectomia, gr. gastěr = żołądek + ektomě = wycięcie) – całkowita lub prawie całkowita resekcja żołądka w wyniku chirurgicznego zabiegu operacyjnego.
Gastrektomię wykonuje się w przypadkach leczenia nowotworu lub perforacji ściany żołądka przez wrzód. Pierwszą udaną gastrektomię wykonał w 1881 roku Theodor Billroth w przypadku choroby raka żołądka.
Historycznie gastrektomie były stosowane m.in. w leczeniu wrzodów żołądka; pierwszą taką operację przeprowadził w 1881 Ludwik Rydygier.